# Guspini
Guspini är en ort och kommun i provinsen Sydsardinien i regionen Sardinien i sydvästra Italien. Kommunen hade 11 725 invånare (2017).